# Distrikt San Mateo
Der Distrikt San Mateo liegt in der Provinz Huarochirí der Region Lima im zentralen Westen von Peru. Der Distrikt hat eine Fläche von 425,6 km². Beim Zensus 2017 lebten 4245 Einwohner im Distrikt. Im Jahr 1993 lag die Einwohnerzahl bei 5084, im Jahr 2007 bei 5280. Die Distriktverwaltung befindet sich in der 3149 m hoch gelegenen Kleinstadt San Mateo (auch San Mateo de Huánchor) mit 3669 Einwohnern (Stand 2017).

## Geographische Lage
Der Distrikt San Mateo befindet sich im zentralen Osten der Provinz Huarochirí. Er liegt an der Westflanke der peruanischen Westkordillere am Flussufer des nach Südwesten strömenden Río Rímac und beinhaltet das Quellgebiet des Río Blanco, eines linken Nebenflusses, und der dort errichteten Talsperre Yuracmayo. Die Stadt San Mateo liegt etwa 14 km nordöstlich der Provinzhauptstadt Matucana.
Der Distrikt San Mateo grenzt im Westen an den Distrikt Matucana, im Norden an den Distrikt Carampoma, im Nordosten an den Distrikt Chicla, im Südosten an die Distrikte Yauli und Suitucancha (beide in der Provinz Yauli) sowie im Süden an die Distrikte San Lorenzo de Quinti, San Juan de Tantaranche, Huarochirí und San Damián.